# Lara Siscar Peiró
Lara Siscar Peiró (castellà: Lara Siscar)  (Gandia, 7 de maig de 1977) és una presentadora de televisió.
És llicenciada en comunicació audiovisual. Va treballar inicialment en Canal Nou de València i posteriorment a Nova, un dels canals del grup Antena 3. El 2009 va passar a formar part de la plantilla de TVE presentant l'espai d'actualitat social Gente  (2009-2010). El 2010 es va incorporar al departament d'informatius de TVE al Canal 24h. A la fi de 2014 va substituir a la copresentació del Telediario Cap de Setmana a Raquel Martínez, en baixa maternal, fins al seu retorn al juny de 2015, presentant primer amb Oriol Nolis i després amb Pedro Carreño.
El 13 maig de 2015 va ser triada portaveu de TVE per informar sobre el resultat de les votacions al certamen d'Eurovisió 2015, celebrat a Viena. Siscar va patir assetjament a les xarxes socials durant més de dos anys per dues persones que finalment van ser detingudes el 30 d'abril de 2015. A l'octubre de 2015 va presentar la seva primera la novel·la La vigilante del Louvre. De setembre de 2014 a octubre de 2014 i de setembre de 2015 a agost de 2016 va presentar La mañana en 24 horas de RTVE juntament amb Ángeles Bravo. De setembre de 2016 a la fi de 2017 va ser copresentadora al costat de Víctor Arribas de La noche en 24 horas.
En 2018 va presentar i dirigir Asuntos públicos, un programa d'anàlisi de les notícies del dia i entrevistes al canal 24 hores.

## Publicacions
- 2015 La vigilant del Louvre.[4] Editorial Plaza i Janés ISBN 9788401015984